# Wellington (Region)
Die Wellington Region, offizielle Bezeichnung: Greater Wellington, ist flächenmäßig die drittkleinste Verwaltungsregion der Nordinsel von Neuseeland. Der Rat der Region, Greater Wellington Regional Council genannt, hat seinen Sitz in Wellington, der Hauptstadt Neuseelands.

## Geographie
Die Wellington Region bedeckt mit 8049 km² reiner Landfläche den südlichen Teil der Nordinsel Neuseelands. Mit 471.315 im Jahr 2013 gezählten Einwohnern kommt die Region auf eine Bevölkerungsdichte von 58,6 Einwohner pro km² und stellt damit die Region mit der dritthöchsten Bevölkerungsdichte aller 17 Regionen des Landes dar.
Die größte Stadt der Region ist mit Abstand Wellington City mit 190.956 Einwohnern, gefolgt von Hutt City mit 98.238 Einwohnern, Porirua City mit 51.717 Einwohnern, Upper Hutt City mit 40.179 Einwohnern und Paraparaumu mit rund 22.000 Einwohnern.
Die Region Wellington lässt sich ferner in vier geographische Gebiete aufteilen, die alle mehr oder weniger parallel in Nordost-Südwest-Richtung verlaufen:
- Das erste und westlichste dieser vier Gebiete ist der Küstenstreifen, der sich größtenteils im Kapiti Coast District befindet. Dieses Gebiet stellt dar Tourismuszentrum der Region dar.
- Östlich davon liegt in ein einer Verwerfung raues Bergland, die [[Remutaka Range|Remutaka Range]] und die Tararua Range, die nicht sehr dicht besiedelt sind.
- Wiederum östlich davon schließt sich eine nur noch leicht hügelige Landschaft um den Ruamahanga River an, die nach Süden eben ausläuft und dort in den Sumpfgebieten des Lake Wairarapa und zur Küste hin ausläuft.
- Das östlichste Gebiet der Region ist von einer Berg- und Hügellandschaft geprägt, dessen Höhen bis auf einige Ausnahmen nicht über 600 m hinausgehen. Diese Gebiete sind wenig erschlossen.

## Geschichte
Die Region Wellington besitzt eine ereignisreiche Siedlungsgeschichte durch Māori und Europäer. In der Mythologie der Māori wird der südliche Zipfel der Nordinsel „Te Upoko o Te Ika a Maui“ (der Kopf des Fisches Maui) genannt. Archäologische Untersuchungen und Funde datieren die Besiedlung der westlichen und südlichen Küstenregionen auf etwa 1350. Doch schon früher soll der polynesische Seefahrer und Entdecker Kupe in der Region im Süden gelandet sein. Seine Nachfahren kamen mit dem Kurahaupo Waka und dem Tākitimu Waka.
Die ersten europäischen Siedler kamen 1838 über die New Zealand Company, organisiert von William Hayward Wakefield. Sie gründeten Wellington und verschiedene Siedlungen an der Westküste.

## Bevölkerung

### Bevölkerungsentwicklung
Von den 471.315 Einwohnern der Region waren 2013 58.338 Einwohner Māori-stämmig (12,4 %). Damit lebten 9,7 % der Māori-Bevölkerung des Landes in der Region Wellington. Das durchschnittliche Einkommen in der Bevölkerung lag 2013 bei 32.700 NZ$ gegenüber 28.500 NZ$ im Landesdurchschnitt.

### Herkunft und Sprachen
Bei der Frage nach der Zugehörigkeit einer ethnischen Gruppe gaben in der Volkszählung 2013 77,0 % an, Europäer zu sein, 13,0 % gaben an, Māori-Wurzeln zu haben, 8,0 % kamen von den Inseln des pazifischen Raums und 10,5 % stammten aus Asien (Mehrfachnennungen waren möglich). 25,3 % der Bevölkerung gab an, in Übersee geboren zu sein, und 3,5 % der Bevölkerung sprachen Māori, unter den Māori 20,6 %.

## Politik

### Verwaltung
Die Region Wellington besitzt einen Verwaltungsrat, der Regional Council genannt und von einem Chairman (Vorsitzenden) geführt wird. In dem Council sitzen dreizehn gewählte Councillors (Ratsmitglieder), die sechs Constituencies (Wahlbezirke), Wellington mit fünf Councillors, Lower Hutt mit drei, Porirua-Tawa mit zwei und Kapiti Coast, Wairarapa und Upper Hutt mit je einem Councillor vertreten. Die Ratsmitglieder, die aus ihren Reihen den Vorsitzenden bestimmen, werden alle drei Jahre neu gewählt.
Des Weiteren ist die Region in fünf Distrikte und vier eigenständige Städte aufgeteilt:
- Wellington City
- Porirua City
- Upper Hutt City
- Hutt City

- Kapiti Coast District
- Masterton District
- Carterton District
- South Wairarapa District

- Tararua District Council (teilweise, ca. 2 %)

Während die Regionalverwaltung für die Binnen- und Küstengewässer, für die Häfen, für Land, Luft, Erosion, Katastrophenschutz, Transportplanung und der regionale Entwicklung verantwortlich ist, sind die Verwaltungen der Distrikte für alle anderen Belange der Bürger zuständig und die Angelegenheiten, die in einer Kommune geregelt werden müssen.

## Infrastruktur

### Verkehr
Verkehrstechnisch erschlossen ist die Region Wellington durch die New Zealand State Highways 1 und 2, die beide von Norden kommend, beidseitig der Tararua Range auf Wellington City zulaufen und so die Hauptstadt mit dem nördlichen Teil der Nordinsel verbindet. Die State Highways 53 und 58 besitzen nur eine untergeordnete Rolle und stellen lokale Querverbindungen her.
Die Eisenbahnlinie North Island Main Trunk Railway, an der Westküste nach Norden verläuft, verbindet Wellington mit der Metropole von Auckland. Der Hafen von Wellington und der Flughafen der Stadt verbindet die Region mit allen anderen Regionen des Landes auf dem See- und dem Luftweg. Über den Hafen von Wellington wird aber auch die extrem wichtige Verbindung zwischen der Nord- und der Südinsel hergestellt, die lediglich durch die Cookstraße, eine Meerenge, die an ihrer engsten Stelle nur etwa 25 km breit ist, unterbrochen wird.